# 都賀町大柿
都賀町大柿（つがまちおおがき）は、栃木県栃木市の大字。郵便番号は328-0101。
　

## 地理
栃木市の北部、都賀地域の北西部に位置している。東は西方町元・都賀町富張、南は都賀町深沢・梓町・尻内町、西は大久保町、北は西方町真名子とそれぞれ接している。西方町元との境付近で南北に赤津川が流れている。

## 歴史
- 1889年（明治22年）4月1日 - 町村制施行により、富張村、大橋村、原宿村、木村、臼窪村、深沢村、大柿村が合併し下都賀郡赤津村が成立、赤津村大字大柿となる。
- 1955年（昭和30年）4月1日 - 赤津村が家中村と合併し都賀村が成立、都賀村大字大柿となる。
- 1963年（昭和38年）11月3日 - 都賀村が町制施行し都賀町となり、都賀町大字大柿となる。
- 2010年（平成22年）3月29日 - 都賀町が栃木市（旧）、大平町、藤岡町と合併し栃木市（新）が成立。同時に地域自治区「都賀町」が設置され、栃木市都賀町大柿となる。

## 世帯数と人口
2017年（平成29年）8月31日現在の世帯数と人口は以下の通りである。
| 大字       | 世帯数  | 人口  |
| ---------- | ------- | ----- |
| 都賀町大柿 | 255世帯 | 729人 |

## 施設
- 赤津郵便局
- 栃木警察署大柿駐在所
- 野の花自然公園 花之江の郷

### コミュニティセンター
- 栃木市大柿コミュニティセンター

## 道路
- 国道293号
- 栃木県道37号栃木粟野線

## 小・中学校の学区
市立小・中学校に通う場合、学区は以下の通りとなる。
|      | 小学校             | 中学校             |
| ---- | ------------------ | ------------------ |
| 全域 | 栃木市立赤津小学校 | 栃木市立都賀中学校 |